# Marca de Brandemburgo
O Marquesado de Brandemburgo ou Marca de Brandemburgo (em alemão: Markgrafschaft Brandenburg  ou Mark Brandenburg) foi um principado do Sacro Império Romano-Germânico, que desempenhou um papel crucial na história da Alemanha e da Europa Central.
Brandemburgo foi desenvolvido a partir da Marca do Norte (em alemão: Nordmark) fundada no território do povo eslavo dos wends. Os marqueses eram os seus dirigentes e foram estabelecidos com o prestígio de príncipes-eleitores na Bula de Ouro do imperador Carlos IV, o que lhes permitia votar na eleição do imperador. O Estado, portanto, tornou-se, adicionalmente, conhecido como Eleitorado de Brandenburgo (em alemão: Brandenburg Kurfürstentum ou Kurbrandenburg).
A Casa de Hohenzollern chegou ao trono de Brandemburgo em 1415. Sob a liderança dos Hohenzollern, Brandemburgo cresceu rapidamente em poder e durante o século XVII seu gorvernantes herdaram o Ducado da Prússia. A resultante, Brandemburgo-Prússia, foi o antecessor do Reino da Prússia, que se tornou o estado líder alemão durante o século XVIII. Embora o título maior dos eleitores foi "Rei da Prússia", sua base de poder permaneceu em Brandenburg e sua capital Berlim.
Embora a Marca de Brandemburgo tenha terminado com a dissolução do Sacro Império Romano-Germânico, em 1806, ela foi convertida na província de Brandemburgo do Reino da Prússia, em 1815. Apesar de sua origem distante no Sacro Império Romano-Germânico, o Reino da Prússia conseguiu a Unificação da Alemanha e a consequente criação do Império Alemão em 1871. A Mark Brandenburg ainda é utilizada, informalmente, para se referir ao land de Brandenburgo, na República Federal da Alemanha.